# Oktjabrski (Kamtschatka)
Oktjabrski (russisch Октя́брьский) ist eine Siedlung in der Region Kamtschatka (Russland) mit 1720 Einwohnern (Stand 14. Oktober 2010).

## Geographie
Die Siedlung liegt etwa 170 km Luftlinie westsüdwestlich des Regionsverwaltungszentrums Petropawlowsk-Kamtschatski an der Südwestküste der Halbinsel Kamtschatka, am Ochotskischen Meer. Sie befindet sich auf einer zumeist weniger als 1 km breiten, etwa 35 km langen Nehrung, die eine hauptsächlich vom Fluss Bolschaja gebildete Lagune vom offenen Meer trennt. Etwa 5 km südlich des Ortszentrum liegt auf der Nehrung ein weiterer Ortsteil, die Siedlung beim früheren Kolchos Bolscherezki. Bis zur Spitze der Nehrung, bei der sich die Lagune zum Meer öffnet, sind es gut 20 km.
Oktjabrski gehört zum Rajon Ust-Bolscherezk und ist von dessen Verwaltungszentrum Ust-Bolscherezk etwa 150 km in südlicher Richtung entfernt.

## Geschichte
Der Ort entstand 1933 im Zusammenhang mit der Errichtung eines Fischverarbeitungsbetriebes. Fabrik und Siedlung (Mikojanowski) wurden später nach dem Politiker Anastas Mikojan benannt. 1940 erhielt der Ort Status einer Siedlung städtischen Typs. In der zweiten Hälfte der 1950er-Jahre wurde der Siedlung ihr heutiger Namen nach der Oktoberrevolution gegeben (russisch oktjabr für ‚Oktober‘). Seit dem Jahr 2010 hat Oktjabrski den Status einer Siedlung.

### Bevölkerungsentwicklung
| Jahr | Einwohner |
| ---- | --------- |
| 1959 | 5500      |
| 1970 | 3150      |
| 1979 | 3854      |
| 1989 | 3813      |
| 2002 | 2331      |
| 2010 | 1720      |

Anmerkung: Volkszählungsdaten

## Wirtschaft und Infrastruktur
Hauptwirtschaftszweig sind Fischfang und -verarbeitung. Über die Nehrung führt eine Straße in das Rajonzentrum Ust-Bolscherezk und weiter quer durch die Halbinsel zur Regionalstraße R454, die von Petropawlowsk-Kamtschatski kommt.